# クムカヒ岬

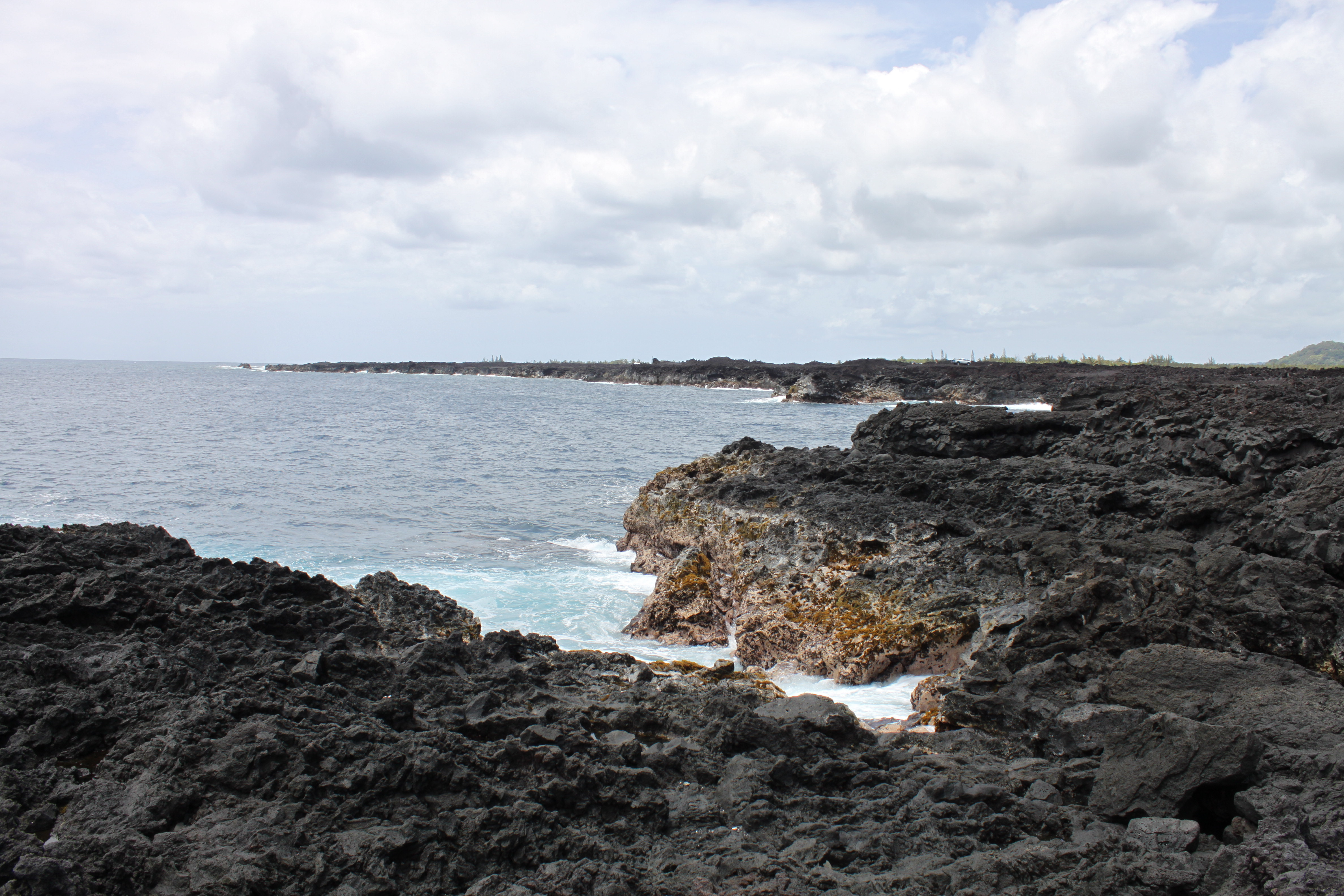
クムカヒ岬の風景

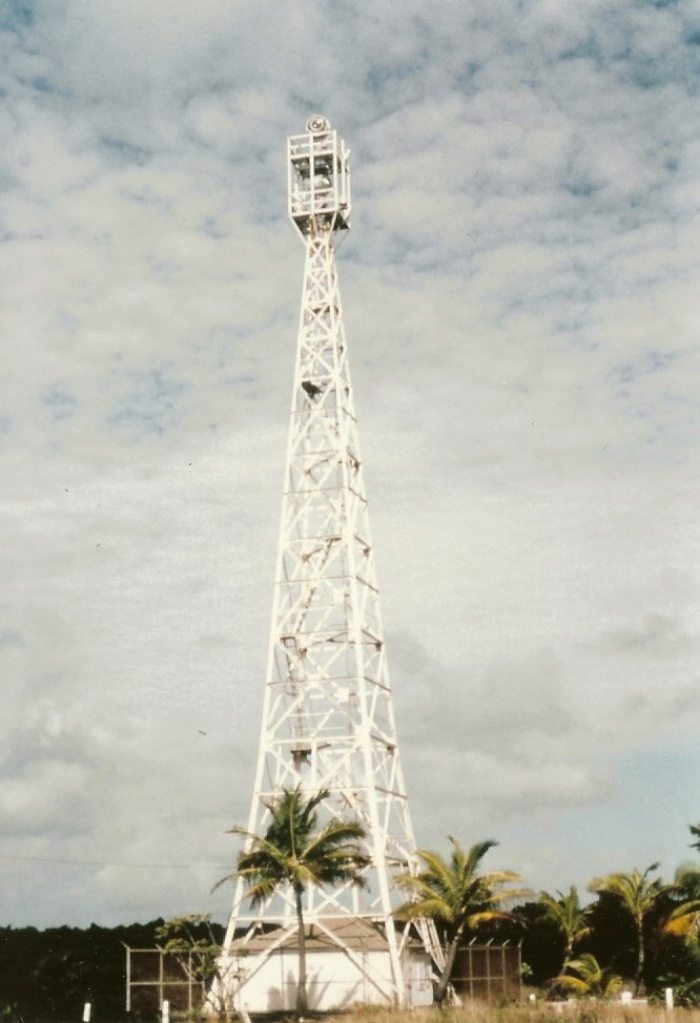
クムカヒ岬灯台

クムカヒ岬（クムカヒみさき、英語: Cape KumukahiまたはKumukahi Point）は、アメリカ合衆国ハワイ州ハワイ島の最東端の岬である。キラウエア火山の東噴火帯の続きがプナ地区の東端で海に達している。
クムカヒ岬灯台（Cape Kumukahi Light）がここにある。
なお、ハワイ島の最西端は近くにコナ国際空港があるケアホレ岬（Cape Keahole）で、最北端は近くにウポル空港があるウポル岬で、最南端はサウスポイントである。

## 交通
ハワイ島の最大都市のヒロからは、ハワイ州道11号線で南下し、ケアアウでハワイ州道130号線へ入りさらに南下し、パホアでハワイ州道132号線に入って東へ向かう。

## 参照項目
- ハワイ島の地質と地理

座標: 北緯19度30分58秒 西経154度48分40秒 / 北緯19.516度 西経154.811度